# Десант Ольшанского
Десант Ольшанского — десантная операция, проведённая 384-м отдельным батальоном морской пехоты 26 марта 1944 года в порту города Николаева.

## Предыстория
Одесская операция войск 3-го Украинского фронта и Черноморского флота началась 26 марта 1944 года наступлением войск 6-й, 5-й ударной, 28-й армий и 2-го гвардейского механизированного корпуса в районе города Николаева. Для оказания помощи наступающим войскам в овладении городом командующий 28-й армией генерал-лейтенант А. А. Гречкин приказал высадить в Николаевском порту десант морской пехоты с задачей завязать бой в тылу немецких войск, вызвать панику и отвлечь часть сил противника с фронта. Выполнение задачи возлагалось на 384-й отдельный батальон морской пехоты, входивший в состав Одесской военно-морской базы. Десантный отряд из 55 добровольцев возглавил старший лейтенант К. Ф. Ольшанский; его заместителем по политической части был назначен капитан А. Ф. Головлёв, начальником штаба — лейтенант Г. С. Волошко.
Командир 384 ОБМП ЧФ, 14-00 25 марта 1944 года, село Богоявленск.
1. Противник под натиском наших войск с боями отошел к Николаеву и занял оборону Широкая Балка вдоль железной дороги до берега реки Ю. Буг с целью задержать дальнейшее продвижение Красной Армии, эвакуации своих войск и мирных жителей из города Николаева.
2. С фронта соседние части 1гв. УРа и 295 стрелковой дивизии имеют задачу овладеть Широкой Балкой и выйти на юго-восточную окраину г. Николаева.
3. 384 ОБМП поставлена задача высадкой тактического десанта в тыл противника в районе юго-восточной окраины г. Николаева расстроить тыл противника и содействовать частям Красной Армии овладеть сердцем судостроительной промышленности и крупной военно-морской базой ЧФ — городом Николаевом.
4. Решил. — На подручных плавсредствах из переправы Богоявленск высадить десантный отряд в составе 67 человек в районе элеватора с задачей нарушить боевое управление противника, нанести удар по немецкой обороне с тыла и содействовать наступающим частям Красной Армии в овладении городом Николаев. В дальнейшем соединиться с частями Красной Армии.
5. Десантному отряду старшего лейтенанта Ольшанского в ночь с 25 марта на 26 марта 1944 года высадиться десантом в районе элеватора с задачей нарушить боевое управление противника, нанести удар по немецкой обороне с тыла и содействовать частям Красной Армии в овладении городом Николаев. Время посадки в 20-00 25 марта. Время высадки 5-00 26 марта. Остальным подразделениям быть в готовности для высадки последующими эшелонами.
6. Для борьбы против мелких плавсредств противника и танков на суше иметь в готовности ПТР, ПТГ, ручные пулеметы, вызов артогня.
7. Фланги и тылы отряда прикрывать выделением мелких групп. Разведку обеспечить силами приданных разведчиков.
8. Мой КП — северная сторона с. Богоявленск. НП северо-западная окраина Широкой Балки, пункт медпомощи с. Богоявленск.
9. Сигналы управления, ранее установленные, связь — радио, ракеты, шлюпки.
10. Мой второй заместитель лейтенант Михайловский Л. И.

Командир 384 ОБМП ЧФ м-р Ф. Котанов
Нач. штаба 384 ОБМП ЧФ инж.-к-н А. Самарин

## Хроника боевых действий
В посёлке Октябрьское, расположенном на берегу Южного Буга, были найдены восемь дырявых и рассохшихся рыбачьих лодок; силами бойцов они были приведены в относительный порядок. Десанту также были приданы два связиста с рацией и десять сапёров из 57-го отдельного инженерно-сапёрного батальона 28-й армии. А. И. Андреев, самый молодой из местных рыбаков, вызвался быть лоцманом по Южному Бугу. На вёсла сели семь рыбаков и 12 понтонёров из взвода М. К. Добрина 44-го отдельного понтонно-мостового батальона.
Десантники были хорошо вооружены: у каждого винтовка или автомат, гранаты, финские ножи, сапёрные лопаты, у командиров — автоматы, гранаты, пистолеты «ТТ», ножи; имелись также пулемёты и противотанковые ружья. На каждого десантника приходилось не менее двух тысяч патронов и десяти гранат.
Встречный штормовой ветер замедлил движение баркасов; старые лодки постоянно давали течь. После прохождения Сивирского маяка в двух километрах севернее Богоявленска одна лодка развалилась; отряд пристал к берегу и переформировался — рыбаки и понтонёры покинули отряд, за вёсла сели сами десантники. В результате преодоление пятнадцати километров до точки высадки заняло более пяти часов. Из-за этой задержки сапёры, окончив разминирование, не смогли вернуться в своё расположение до рассвета и вместе с лоцманом остались в составе отряда.
В 4 часа 15 минут 26 марта 1944 года морские пехотинцы скрытно высадились в торговом порту, сняли часовых, и, заняв несколько зданий, организовали круговую оборону в районе элеватора. Связисты передали радиограмму об успешном начале выполнения боевой задачи. При осмотре территории элеватора отряд понёс первую потерю — подорвался на мине старшина 1-й статьи В. И. Бачурин.
Утром факт захвата элеватора был обнаружен противником. Предполагая, что им противостоят партизаны, немцы предприняли попытку уничтожить десант небольшими силами, но, встретив неожиданно сильное сопротивление, отошли на исходные позиции. Далее в ходе непрерывного многочасового боя противник вводил в бой свежие части, артиллерию, шестиствольные миномёты и танки; в попытках выбить десантников из зданий применялись огнемёты и дымовые шашки. Десантники несли потери, но каждая новая атака отбивалась шквальным огнём. В батальон поступила вторая радиограмма: «Вступили в соприкосновение с противником. Ведём ожесточенный бой, несём потери».
Вечером 26 марта десант радировал в штаб батальона: «Противник атакует. Положение тяжёлое. Прошу дать огонь на меня. Дайте быстро. Ольшанский».
Бой продолжался и в ночь на 27 марта. Потери продолжали расти: разрывом снаряда были убиты оба радиста и уничтожена рация; в живых оставалось всего 15 десантников. Несмотря на полученное ранение, Ольшанский продолжал командование отрядом. Опытному разведчику, старшине первой статьи Юрию Лисицыну было приказано доставить в штаб батальона донесение, доложить о готовности десантников биться до последнего и запросить поддержку с воздуха. Он успешно перешёл линию фронта, но уже вблизи расположения советских войск подорвался на мине. С повреждённой ногой ему удалось доползти до своих и передать пакет.
Десантники вели себя геройски. Тяжело раненный в живот Чумаченко, подбадривая подчинённых, до последнего вёл огонь из автомата. Когда в обороняемый Г. Д. Дермановским сарай заскочили гитлеровцы, он, собрав последние силы, набросился на немецкого офицера и зубами вцепился ему в горло; немцы навалились на десантника, но оттащить его от офицера не смогли.
Очередная атака противника началась при поддержке танков, в то время как у оборонявшихся не осталось исправных противотанковых ружей; матрос В. В. Ходырев, которому осколком снаряда оторвало руку, вызвался «встретить их по-севастопольски». Ценой собственной жизни он уничтожил подошедший почти вплотную к зданию вражеский танк двумя связками гранат, тем самым сорвав атаку.
После гибели Ольшанского и всех офицеров командование отрядом принял старшина 2-й статьи К. В. Бочкович. Утром 28 марта оставшиеся в живых морские пехотинцы при поддержке штурмовиков Ил-2 отразили восемнадцатую по счёту атаку врага, оказавшуюся последней.
В ночь на 28 марта 1944 года 61-я гвардейская и 243-я стрелковая дивизии из состава 6-й армии форсировали реку Ингул и с севера ворвались в город Николаев. Одновременно с востока в город вошли части 5-й ударной армии. С юга в город вступили войска 28-й армии и 2-й гвардейский механизированный корпус. К этому моменту в живых осталось 11 человек из состава десанта; все были ранены и обожжены, пятеро — в тяжёлом состоянии.
В официальном донесении командира батальона майора Котанова Ф. Е. говорилось: «Отряд старшего лейтенанта Ольшанского за двое суток отразил 18 атак противника, вывел из строя свыше 700 гитлеровцев, уничтожил несколько танков и пушек противника, посеял панику в тылу врага, помешал уничтожению порта и элеватора».
Немцы до конца были уверены, что ведут бой с крупным десантом. Пленный обер-лейтенант Рудольф Шварц показал:

Командование Николаевского гарнизона было весьма обеспокоено тем, что за столь короткий срок был разгромлен почти целый батальон. Нам казалось непонятным, каким образом такие большие силы русских прошли на территорию порта.

Николаевский десант выполнил поставленную задачу. Его героические действия вошли в историю Великой Отечественной войны как образец воинской доблести подразделения.

## Память

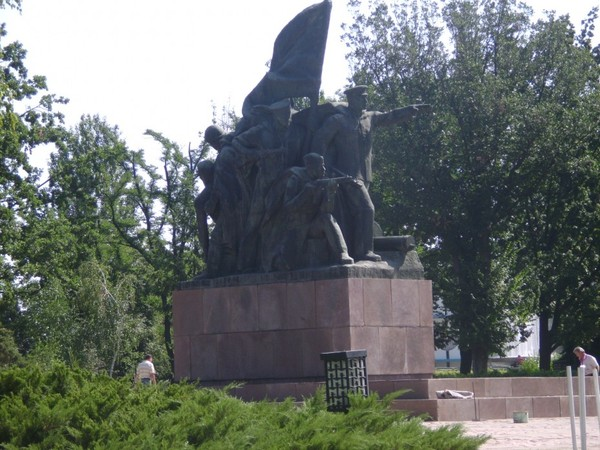
Памятник героям-ольшанцам на мемориале в центре Николаева

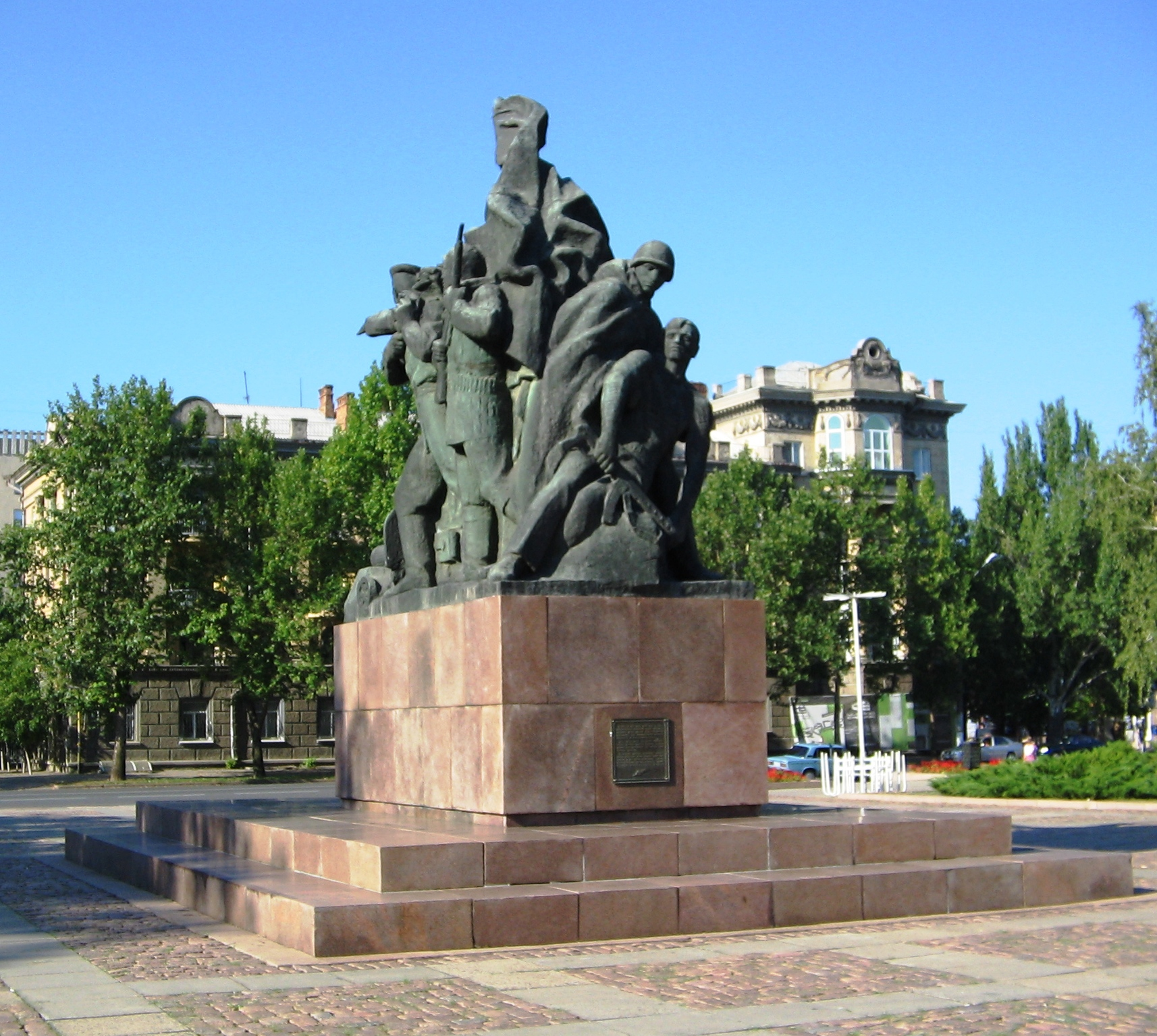
Тыльная сторона памятника героям-ольшанцам на мемориале в Николаеве

Освобождение города Николаева 28 марта 1944 года Москва отметила орудийным салютом двадцатью артиллерийскими залпами из 224 орудий.
384-му отдельному батальону морской пехоты приказом Верховного Главнокомандующего И. В. Сталина присвоено почётное наименование «Николаевский».
Указом Президиума Верховного Совета СССР от 20 апреля 1945 года все 55 моряков-десантников были удостоены звания «Герой Советского Союза»:
1. краснофлотец Абдулмеджидов Ахмед Дибирович (посмертно),
2. краснофлотец Авраменко Михаил Иванович (посмертно),
3. младший сержант Артёмов Павел Петрович (посмертно),
4. старшина 1-й статьи Бачурин Василий Иванович (посмертно),
5. старшина 2-й статьи Бочкович Кирилл Васильевич,
6. старшина 2-й статьи Вансецкий Павел Фёдорович (посмертно),
7. красноармеец Вишневский Борис Степанович (посмертно),
8. лейтенант Волошко Григорий Семёнович (посмертно)[11],
9. краснофлотец Говорухин Иван Ильич (посмертно),
10. краснофлотец Голенев Степан Трофимович (посмертно),
11. капитан Головлёв Алексей Фёдорович — секретарь партийной организации 384-го отдельного батальона морской пехоты (посмертно),
12. старшина 2-й статьи Гребенюк Никита Андреевич,
13. старший краснофлотец Дементьев Иван Павлович,
14. краснофлотец Демьяненко Илья Сергеевич (посмертно),
15. краснофлотец Дермановский Георгий Дмитриевич (посмертно),
16. краснофлотец Евтеев Иван Алексеевич (посмертно),
17. старшина 2-й статьи Индык Иван Степанович (посмертно),
18. краснофлотец Казаченко Николай Иванович (посмертно),
19. краснофлотец Кипенко Владимир Иванович (посмертно),
20. старший краснофлотец Ковтун Григорий Иванович (посмертно),
21. старшина 2-й статьи Коновалов Михаил Васильевич (посмертно),
22. младший лейтенант Корда Василий Егорович (посмертно),
23. краснофлотец Котов Иван Ильич (посмертно),
24. старшина 2-й статьи Куприянов Алексей Иванович,
25. старшина 1-й статьи Лисицын Юрий Егорович,
26. старший краснофлотец Лютый Александр Сергеевич (посмертно),
27. старшина 2-й статьи Макиенок Иван Андреевич (посмертно),
28. краснофлотец Мамедов Ами Ага оглы (посмертно),
29. краснофлотец Мёвш Михаил Павлович (в Указе — Мебш), (посмертно),
30. краснофлотец Медведев Николай Яковлевич,
31. старший краснофлотец Миненков Василий Семёнович (посмертно),
32. краснофлотец Недогибченко Леонид Васильевич (посмертно),
33. краснофлотец Окатенко Фёдор Алексеевич (посмертно),
34. старший лейтенант Ольшанский Константин Фёдорович (посмертно),
35. краснофлотец Осипов Павел Дмитриевич (посмертно),
36. младший сержант Очеленко Владимир Николаевич (посмертно),
37. краснофлотец Павлов Ефим Митрофанович,
38. краснофлотец Пархомчук Ефим Онуфриевич (в Указе — Порхомчук), (посмертно),
39. краснофлотец Петрухин Николай Дмитриевич (посмертно),
40. краснофлотец Прокофьев Тимофей Ильич (посмертно),
41. краснофлотец Скворцов Николай Александрович (посмертно),
42. старшина 1-й статьи Судейский Сергей Николаевич (посмертно),
43. краснофлотец Тященко Гавриил Елизарович (посмертно),
44. краснофлотец Удод Иван Михайлович (посмертно),
45. краснофлотец Фадеев Николай Александрович (посмертно),
46. краснофлотец Хайрутдинов Акрем Мингазович (посмертно),
47. краснофлотец Хакимов Михаил Кобирович,
48. краснофлотец Хлебов Николай Павлович (посмертно),
49. краснофлотец Ходаков Дмитрий Дмитриевич (посмертно),
50. старший краснофлотец Ходырев Валентин Васильевич (в Указе — Ходарев), (посмертно),
51. младший лейтенант Чумаченко Владимир Ильич (посмертно),
52. краснофлотец Чуц Абубачир Батербиевич (посмертно),
53. младший сержант Шип Пантелей Семёнович (посмертно),
54. старшина 1-й статьи Шпак Кузьма Викторович (скончался от ран в госпитале 10 апреля 1944 года),[5]
55. краснофлотец Щербаков Николай Митрофанович.

Указом Президиума Верховного Совета СССР от 8 мая 1965 года звание Героя Советского Союза было посмертно присвоено лоцману-проводнику Андрееву Андрею Ивановичу.
В честь героев названы, в частности, посёлок городского типа Ольшанское и улица Ольшанцев в Корабельном районе Николаева (Жовтневое; на берегу лимана (в конце улицы) установлена гранитная мемориальная глыба с памятной надписью, 46°52′20″ с. ш. 32°00′33″ в. д.); городская школа № 43 носит имя К. Ф. Ольшанского. В центре города 19 ноября 1946 года был установлен памятник и мемориал героям-ольшанцам; в 1974 году первый вариант памятника при реконструкции мемориала по проекту архитекторов О. и В. Поповых был заменён на бронзовую скульптурную группу, зажжён Вечный огонь. До 1991 года на мемориале действовал Почётный караул «Пост № 1», в который ежедневно заступали лучшие школьники города. 28 марта 2001 года «Пост № 1» был частично восстановлен силами Николаевского спортивно-патриотического Клуба «Рысь» (почётный караул выставлялся по праздничным дням). С 5 мая 2010 года «Пост № 1» в Николаеве восстановлен на ежедневной основе, на базе Клуба юных моряков.

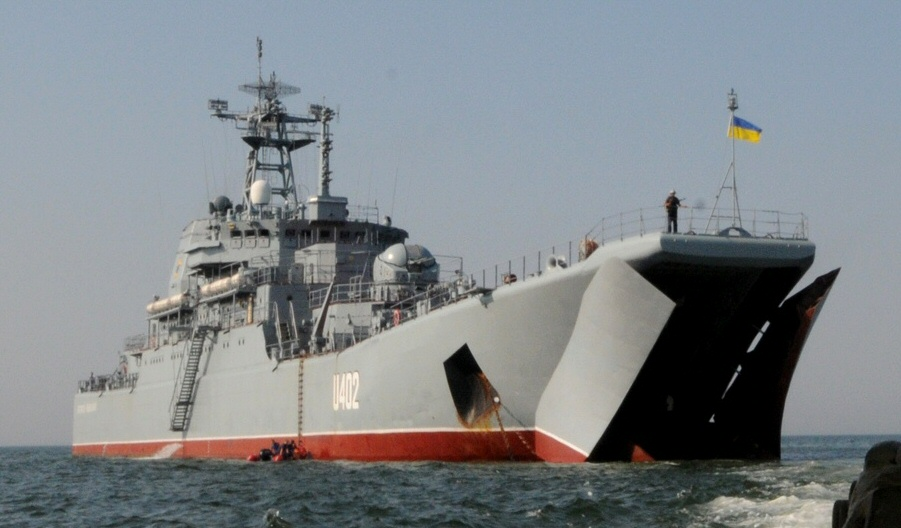
Большой десантный корабль «Константин Ольшанский». 2010 год

Имя Константина Ольшанского было присвоено построенному в 1985 году большому десантному кораблю Черноморского флота СССР.
Имена приданных десанту связистов и сапёров долгое время оставались неизвестными по причине их отсутствия в списке десантного отряда. Часть имён была в дальнейшем установлена:
1. сержант Русин Павел Григорьевич;
2. ефрейтор Чекунов Дмитрий Макарович;
3. капитан Монастырских Борис Александрович;
4. старший сержант Самойлов Виктор Степанович

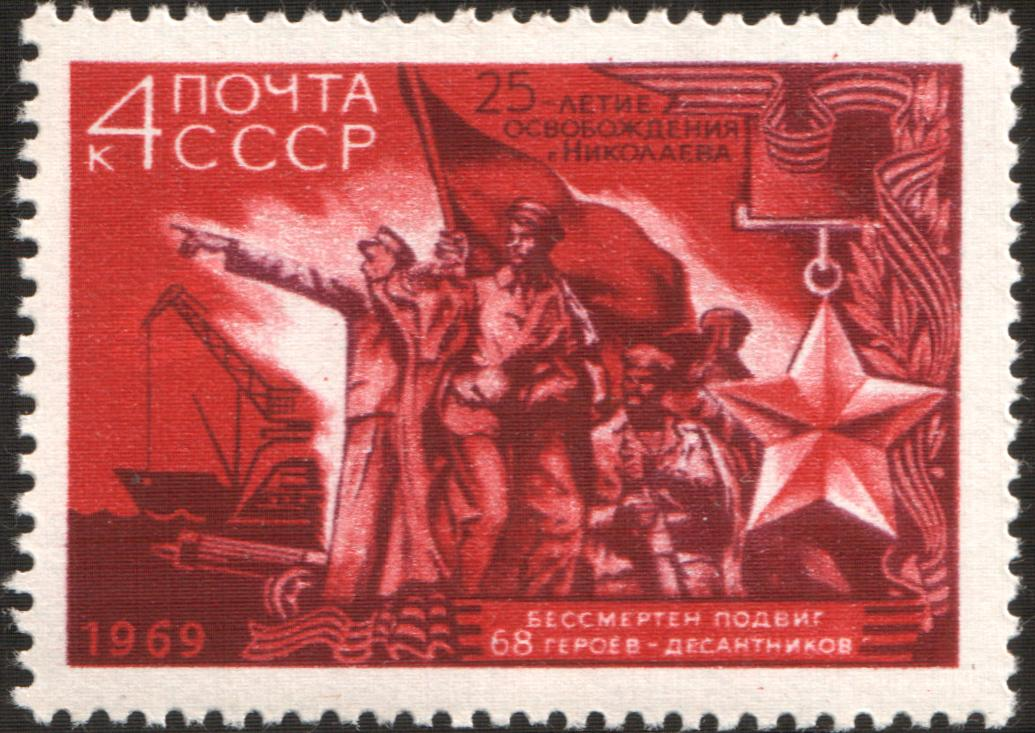
Почтовая марка СССР, 1969 г.

В 1969 году в СССР выпущена почтовая марка, посвящённая 25-летию освобождения Николаева.
В честь участников героического десанта названа малая планета (2310) Ольшания.

## Комментарии
1. ↑  55 десантников, 10 сапёров, два связиста и лоцман, см. Цыганов, 2008